# 康骏
康骏（1990年3月2日—），中国男子羽毛球运动员。

## 簡歷
2013年9月，康骏出戰日本羽毛球超級賽，與刘成合作打進男子雙打四強，最終以1比2（12-21、21-18、18-21）败给头号种子、印尼的穆罕默德·阿赫桑/亨德拉·塞蒂亚万出局。

## 主要比賽成績
只列出曾進入準決賽的國際賽事成績：
| 年份   | 賽事                 | 公開賽級別 | 項目     | 搭檔   | 成績   |
| ------ | -------------------- | ---------- | -------- | ------ | ------ |
| 2013年 | 日本羽毛球超級賽     | 超級賽     | 男子雙打 | 刘成   | 準決賽 |
| 2013年 | 荷蘭羽毛球大獎賽     | 大獎賽     | 男子雙打 | 刘成   | 準決賽 |
| 2014年 | 中國羽毛球大師賽     | 黃金大獎賽 | 男子雙打 | 刘成   | 冠軍   |
| 2015年 | 中國羽毛球大師賽     | 黃金大獎賽 | 男子雙打 | 刘成   | 準決賽 |
| 2017年 | 樂魚羽毛球國際挑戰賽 | 國際挑戰賽 | 男子雙打 | 章思傑 | 冠軍   |

| 2007-2017年 | 首要超級賽 | 超級賽 | 黃金大獎賽 | 大獎賽 | 國際挑戰賽 | 國際系列賽 | 未來系列賽 | 其他 |

| 2018-2026年 | 總決賽 | 超級1000賽 | 超級750賽 | 超級500賽 | 超級300賽 | 超級100賽 | 國際挑戰賽 | 國際系列賽 | 未來系列賽 | 其他 |

### 奧運會和世錦賽參賽紀錄
|          | 搭檔 | 2014 |
| -------- | ---- | ---- |
| 男子雙打 | 刘成 | 48強 |